# Ulica Staromostowa w Krakowie
Ulica Staromostowa – ulica w Krakowie, w dzielnicy XIII Podgórze, w Podgórzu. Łączy ulicę Przy Moście z Rynkiem Podgórskim.
Droga ta istniała w XVIII wieku, jeszcze przed założeniem miasta Podgórza, wchodząc w skład przedmieścia Kazimierza, położonego na drugim brzegu Wisły. Stanowiła wówczas dojazd do mostu pływającego, zwanego mostem Wielickim – po kazimierskiej stronie prowadził on do Bramy Wielickiej i ul. Wielickiej (obecnie ul. Krakowska). Droga została uregulowana jako ulica wraz z powstaniem miasta Podgórze. Most pływający istniał do lat 40. XIX wieku, kiedy utracił znaczenie na rzecz nowo wybudowanego mostu Podgórskiego, do którego prowadziły nowo wytyczone ulice ul. Mostowa i Krakowska (obecnie ul. Brodzińskiego). Od drugiej połowy XIX wieku zaczęto używać nazwy ulica Staromostowa. Zabudowa przy ulicy pochodzi z ok. 1880.